# 达摩祖师洞
达摩祖师洞（藏語：དམ་པ་གནས།或གནས་ཆེན་དམ་པ་སངས་རྒྱས།），位于中国云南省迪庆藏族自治州维西县塔城镇其宗村西北，为一处藏传佛教噶举派寺庙，由祖师洞、达摩寺及来远寺三部分组成。
祖师洞为一个天然石洞，因传说达摩祖师曾在此面壁修得正果而得名。寺院建筑始建于清康熙元年（1662年），依山势顺洞壁而建，为典型的藏式土木结构建筑。佛寺曾毁于文化大革命，1980年后重建。1990年3月至1994年8月又重建了来远寺。现已发展为周边地区的朝佛圣地。
现达摩祖师洞中保存达摩面壁影像、足印、藏文碑、僧墓、壁画等宗教文物。1998年11月被公布为云南省级文物保护单位。

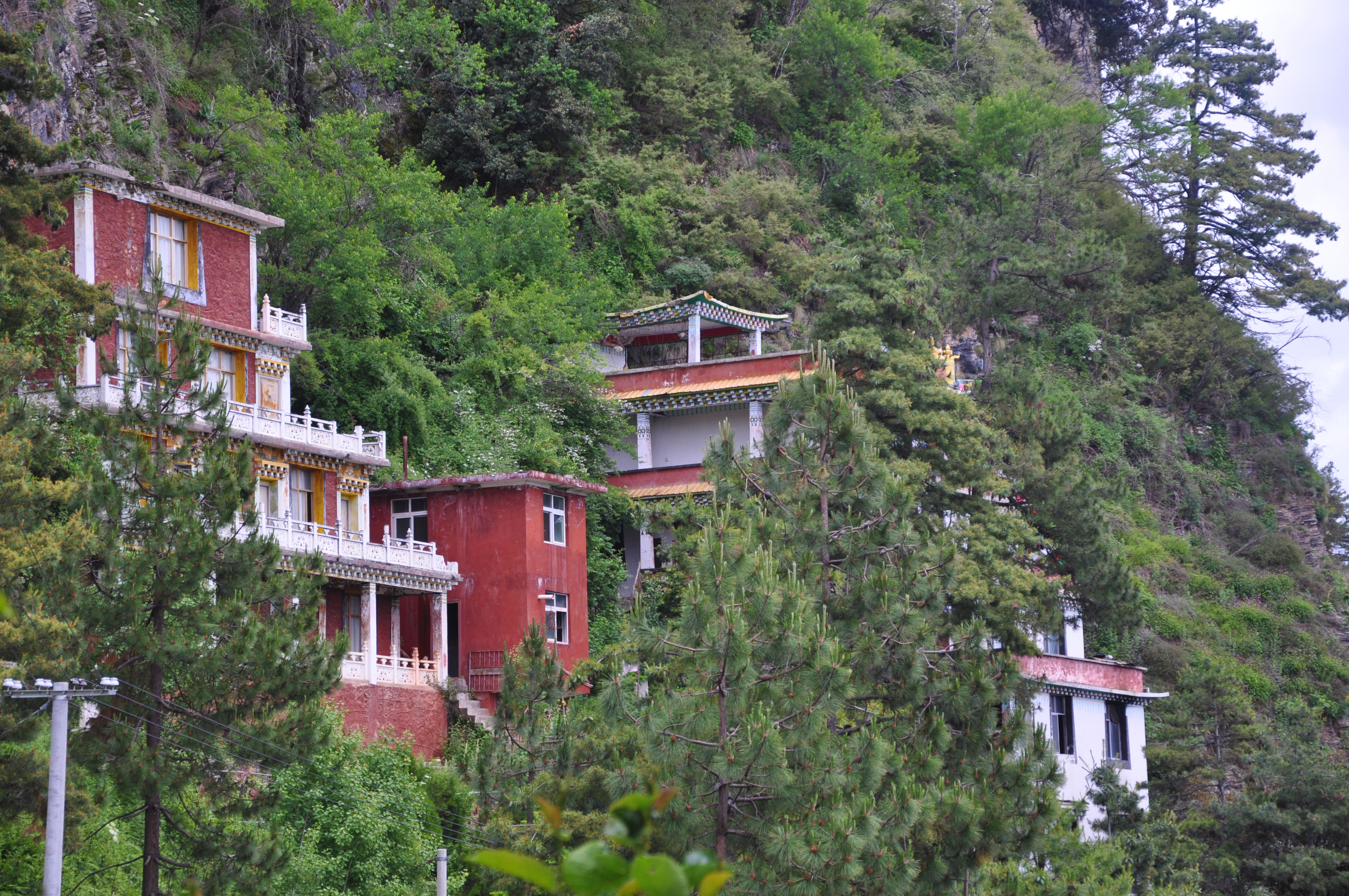
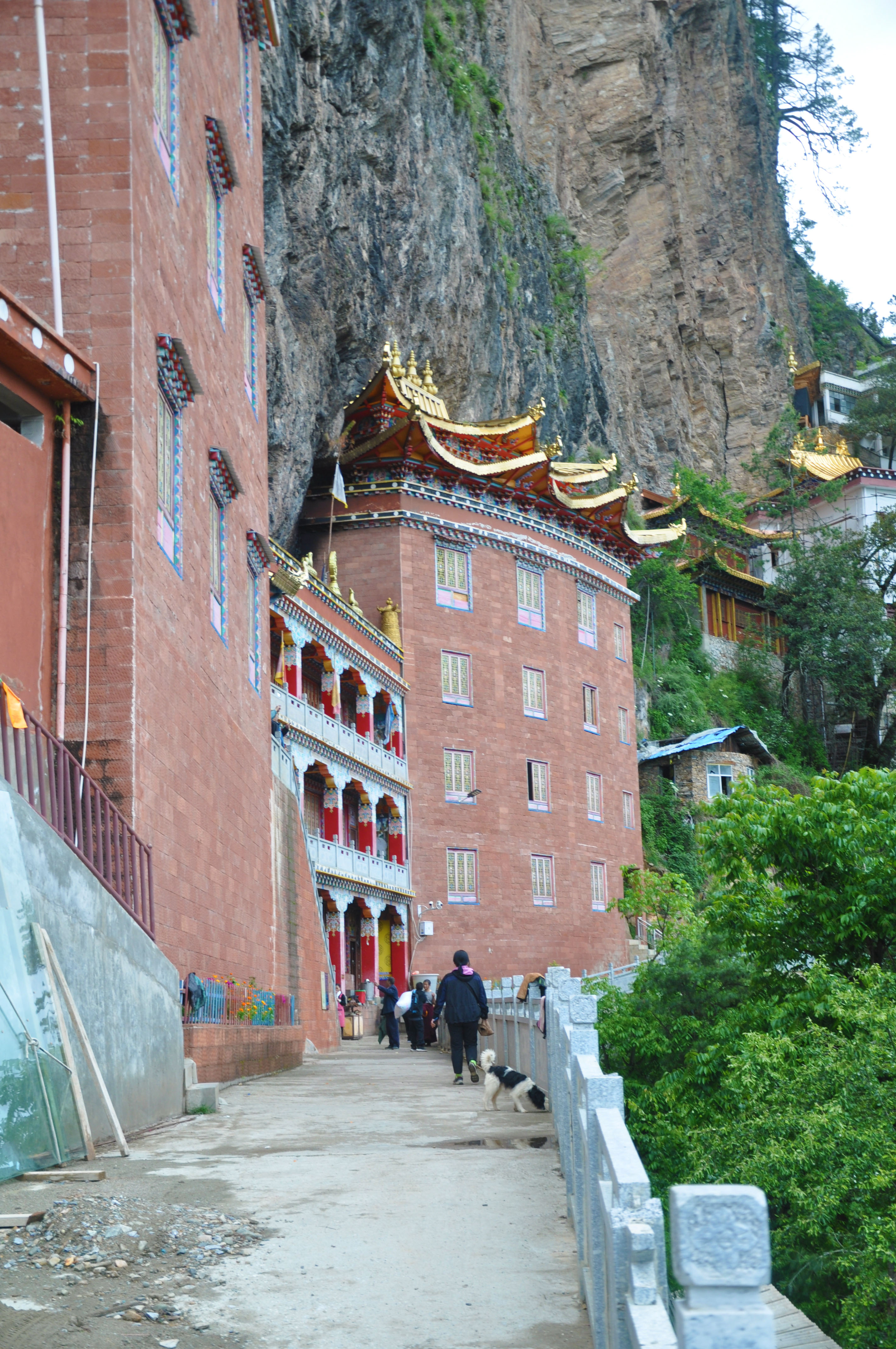
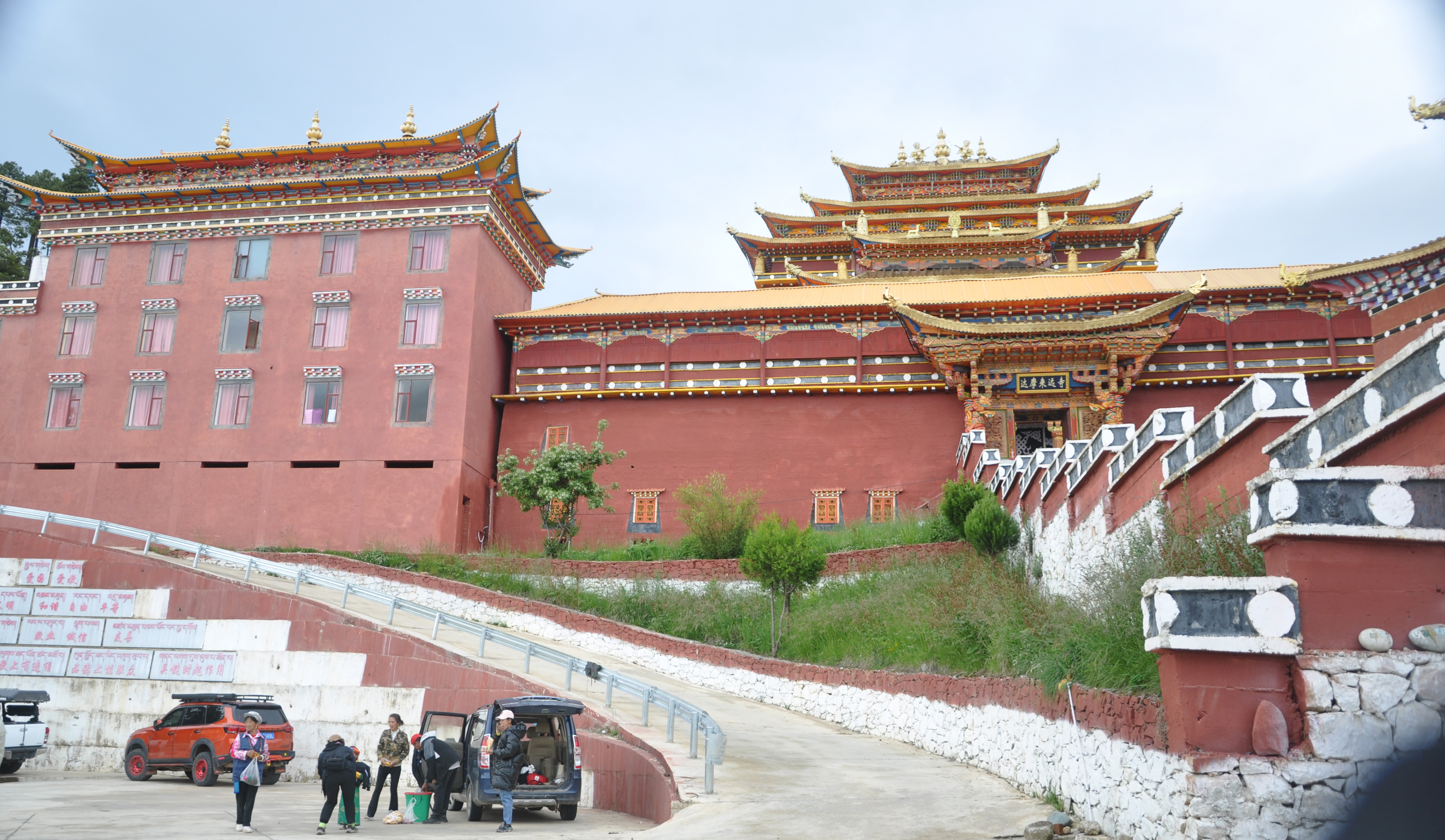